# Dorio (Italia)
Dorio es una localidad y comune italiana de la provincia de Lecco, región de Lombardía, con 346 habitantes.
Está situada en el Lago de Como.

## Evolución demográfica

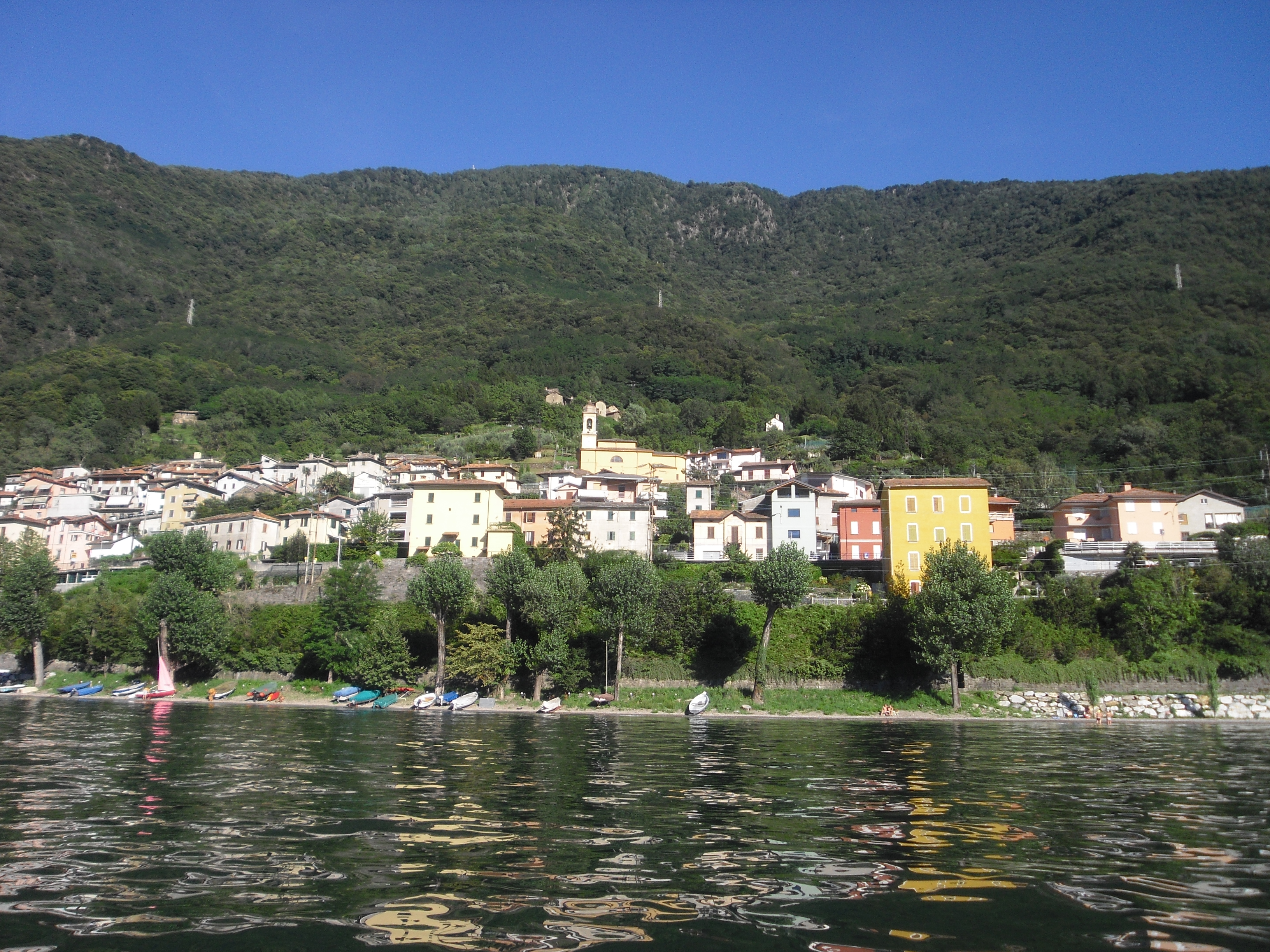
Dorio desde el lago

| Gráfica de evolución demográfica de Dorio entre 1861 y 2001 |
|                                                             |
| Fuente ISTAT - elaboración gráfica de Wikipedia             |